# Angitia ligneola
Angitia ligneola är en fjärilsart som beskrevs av William Schaus 1911. Angitia ligneola ingår i släktet Angitia och familjen nattflyn. Inga underarter finns listade i Catalogue of Life.